# Ренвілл (округ, Північна Дакота)
Шаблон:StateAbbr_ 48°43′ пн. ш. 101°40′ зх. д. / 48.71° пн. ш. 101.66° зх. д.
Округ Ренвілл (англ. Renville County) — округ (графство) у штаті Північна Дакота, США. Ідентифікатор округу 38075.

## Історія
Округ утворений 1873 року.

## Демографія
За даними перепису
2000 року
загальне населення округу становило 2610 осіб, усе сільське.
Серед мешканців округу чоловіків було 1307, а жінок — 1303. В окрузі було 1085 домогосподарств, 749 родин, які мешкали в 1413 будинках.
Середній розмір родини становив 2,9.
Віковий розподіл населення поданий у таблиці:
| Стать    | До 15 років | 15-21 | 22-29 | 30-39 | 40-49 | 50-65 | 65-85 | Понад 85 |
| -------- | ----------- | ----- | ----- | ----- | ----- | ----- | ----- | -------- |
| Чоловіки | 218         | 136   | 80    | 161   | 223   | 241   | 210   | 38       |
| Жінки    | 239         | 101   | 69    | 155   | 195   | 217   | 255   | 72       |

## Суміжні округи
- Rural Municipality of Argyle No. 1[en], Саскачеван, Канада — північний схід
- Боттіно — схід
- Макгенрі — південний схід
- Ворд — південь
- Берк — захід
- Rural Municipality of Mount Pleasant No. 2[en], Саскачеван, Канада — північний захід

## Виноски
1. ↑  US Decennial Census. US Census Bureau. Процитовано 1 лютого 2015.
2. ↑  Historical Census Browser. University of Virginia Library. Архів оригіналу за 11 серпня 2012. Процитовано 1 лютого 2015.
3. ↑  Forstall, Richard L., ред. (20 квітня 1995). Population of Counties by Decennial Census: 1900 to 1990. US Census Bureau. Процитовано 1 лютого 2015.
4. ↑  Census 2000 PHC-T-4. Ranking Tables for Counties: 1990 and 2000 (PDF). US Census Bureau. 2 квітня 2001. Процитовано 1 лютого 2015.
5. ↑  State & County QuickFacts. Бюро перепису населення США. Архів оригіналу за 7 червня 2011. Процитовано 1 листопада 2013.(англ.) Наведено за англійською вікіпедією.
6. ↑  American FactFinder. Бюро перепису населення США. Архів оригіналу за 26 лютого 2012. Процитовано 31 січня 2008.

| США | Це незавершена стаття з географії США. Ви можете допомогти проєкту, виправивши або дописавши її. |